# Lili Boulangerová
Marie-Juliette „Lili“ Boulangerová, nepřechýleně Boulanger (21. srpna 1893, Paříž – 15. března 1918, Mézy-sur-Seine), byla francouzská hudební skladatelka. Stala se první ženskou vítězkou Římské ceny. Zemřela po těžké nemoci ve 24 letech. Její sestrou byla hudební skladatelka, pedagožka a klavíristka Nadia Boulanger. 
Její skladby jsou považovány za významné příspěvky francouzskému hudebnímu impresionismu a jsou často uváděny.

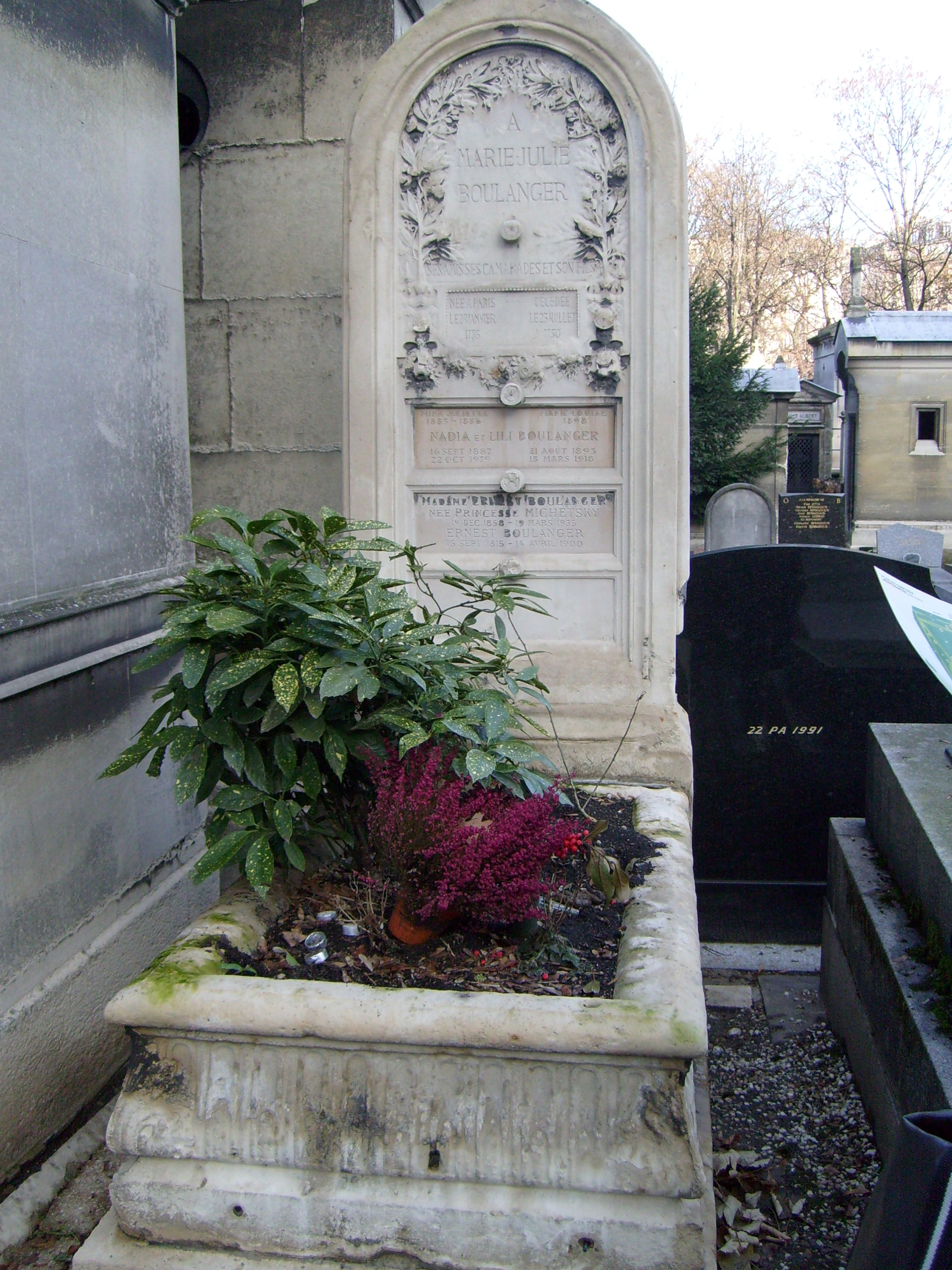
Hrobka rodiny Boulangerových na hřbitově Montmartre v Paříži

## Původ a vzdělání
Jejím otcem byl hudební skladatel a klavírista Ernest Boulanger (1815-1900), který byl v době jejího narození již 77 let starý. Její matka byla pěvkyně, původem ruská kněžna Raisa Myščetskaja (1858-1935), která poznala svého budoucího manžela na pařížské konzervatoři. Rod Boulangerových měl již od 18. století značnou váhu v pařížském hudebním prostředí. K jejich přátelům patřili Charles Gounod, Jules Massenet a Camille Saint-Saëns.
Hudební talent Marie-Juliette se projevil již v jejích dvou letech, když Gabriel Fauré zjistil, že děvče má absolutní sluch. Kvůli svému chatrnému zdraví se později nemohla zapsat jako pravidelná studentka na pařížskou konzervatoř. Již od svých pěti let však někdy doprovázela na konzervatoř svou starší sestru Nadiu. Naslouchala přednáškám o hudební teorii a skladatel a varhaník Louis Vierne ji vyučoval ve hře na varhany. Příležitostně dostávala od jiných významných hudebních pedagogů také hodiny hry na klavír, violoncello, housle a harfu.

## Život a okolnosti úmrtí
Již od mládí trpěla Lili Boulanger těžkými chorobami, zvláště to byly bronchiální pneumonie a Morbus Crohn. V březnu 1918 byla rodinou převezena do Mézy-sur-Seine, kde o ni pečovaly její sestra Nadia Boulanger a přítelkyně Niki Piré. Zemřela klidně 15. března. Její pohřeb se konal 19. března na hřbitově Montmartre v Paříži. V rodinné hrobce v sekci 33 odpočívají také její babička, rodiče a sestra Nadia, která zemřela v roce 1979 ve věku 92 let. 